# Isabelle Aboulker

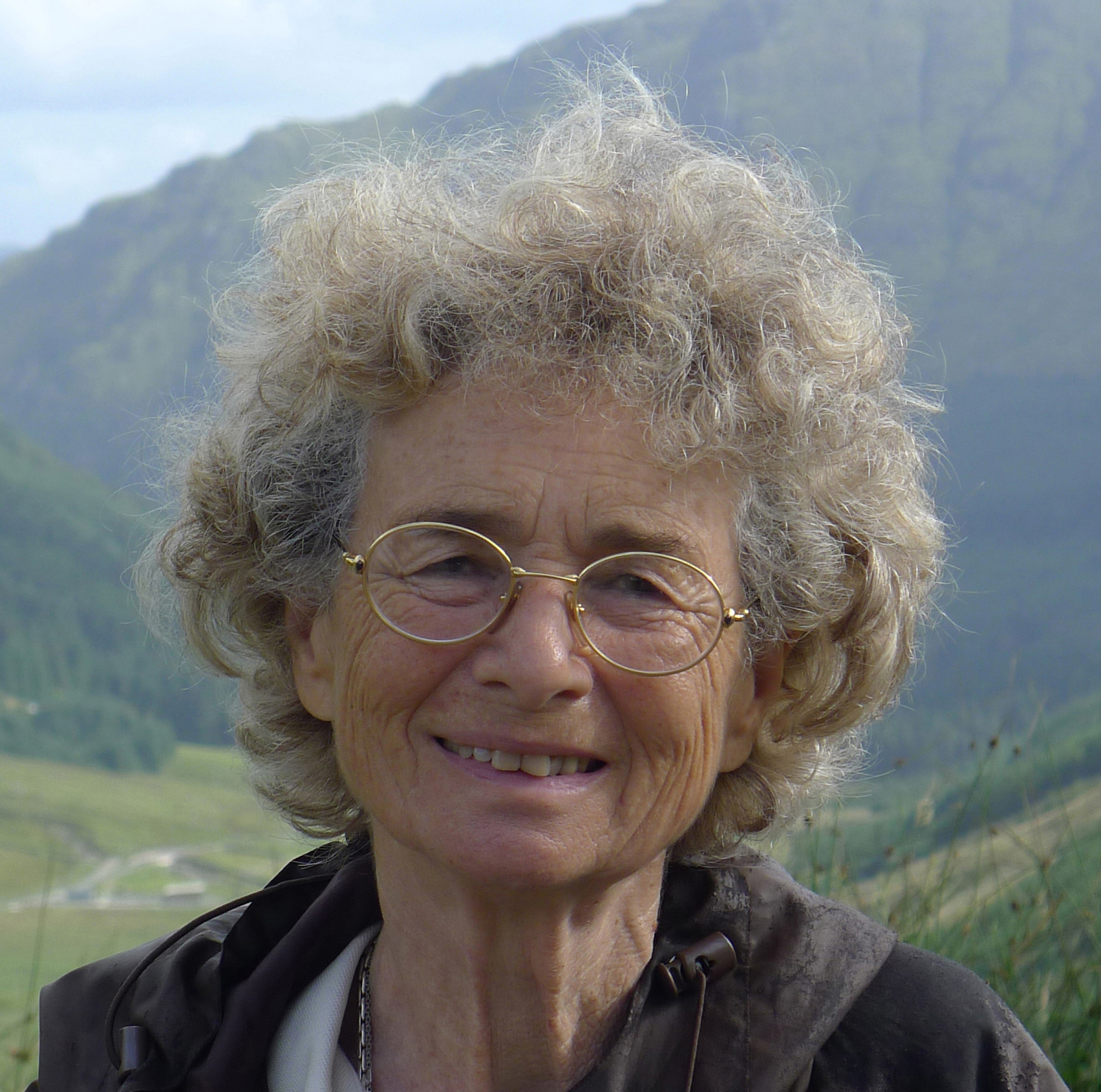
Isabelle Aboulker

Isabelle Aboulker (* 23. Oktober 1938 in  Boulogne-Billancourt, Frankreich) ist eine französische Komponistin, Musikpädagogin und Hochschullehrerin.

## Leben
Der französische Komponist Henry Février (1875–1957) war ihr Großvater mütterlicherseits, der aus Algerien stammende Regisseur und Drehbuchautor Marcel Aboulker (1905–1952) ihr Vater. Sie studierte am Conservatoire National Supérieur de Musique Klavier und Komposition. Schon während des Studiums komponierte sie für Theater, Film und Fernsehen. Am Konservatorium arbeitete sie als Klavierbegleiterin, Chorleiterin und Gesangslehrerin mit jungen Stimmen. Bei ihrer Kompositionstätigkeit konzentrierte sie sich auf Werke für Gesang und die Oper. 1981 entstand die Comédie musicale Les Surprises de l’Enfer [Überraschungen aus der Unterwelt], ihr erstes Bühnenwerk. 1983 bis 2003 hatte sie eine Professur am Konservatorium inne.
Zwischen 1992 und 1996 komponierte sie mehrere Opern für Kinder.
1999 erhielt sie einen Preis der Académie des Beaux-Arts und 2000 den Prix Musique der Société des Auteurs et Compositeurs Dramatiques SACD. Am 6. Mai 2011 erhielt sie von der SACD den  Prix Maurice-Yvain 2010. Am 7. Februar 2016 verlieh die  Chambre syndicale des Editeurs de Musique de France [Kammer der Musikverleger Frankreichs] den Prix de l'Enseignement Musical [Preis für musikalische Ausbildung] für die Kinderoper Myla et L'Arbre-bateau. 2021 erhielt sie den Grand Prix du Répertoire Jeune Public der SACEM verliehen.
Einer ihrer Schüler war der französische Tenor und Komponist Damien Top.

## Werke (Auswahl)

### Bühnenwerke

#### Opern
- Monsieur de Balzac fait son théâtre. Opéra comique en quatre tableaux. [Komische Oper in vier Bildern] Libretto: Rémi Laureillard (* 1938). Die Uraufführung fand am 26. Februar 1999 an der Opéra de Tours statt. Das Werk ist inspiriert von einer Episode aus dem Leben Honoré de Balzacs. Es ist eine für ein Familienpublikum bestimmte Oper mit einer Abfolge bewegender und komischer Szenen.[6][7] ISMN 979-0-560-38474-0 (Suche im DNB-Portal)
- Un Renard à l'Opéra. Libretto: Rémi Laureillard, 2004 Die Literaturvorlage Lady into Fox stammt von David Garnett.[6] ISMN 979-0-560-38790-1 (Suche im DNB-Portal)

#### Comédie musicale
- Les Surprises de l'Enfer. Libretto: Jean-Pierre Vaguer, 1981

#### Oratorium
- 1918, l'Homme qui titubait dans la Guerre. Libretto: Arielle Augry, Erste Aufführung, 2015 Es folgten mehrere Aufführungen 2018 unter anderem am 1. Dezember 2018 in der Kirche von Compiègne.

#### Kammeropern
- Opéra thérapeutique
- La lacune, 1983 Nach einem Text von Eugène Ionesco, für zwei Soprane, Tenor, Bass und Klavier
- Leçons de français aux étudiants américains, 1990. Nach einem Text von Eugène Ionesco.

#### Kinderopern
- Atchafalaya
- Jongleurs dans la jungle.
- L’Opéra de chiffon.
- Le petit Poucet. Auftragswerk für das Genfer Jugendorchesters unter der Leitung von Philippe Béran. Später wurde das Werk vom Orchestre de la Suisse Romande und der Opéra de Bordeaux aufgeführt.
- Martin squelette
- Les Enfants du Levant, Libretto: Christian Eymery nach dem gleichnamigen Roman von Claude Gritti. Tragische und wahre Geschichte von Kleinkriminellen, die unter Napoleon III. in eine landwirtschaftliche Strafkolonie auf der Île du Levant vor Toulon geschickt wurden.[6][8][9]
- La Fontaine et le corbeau. Nach Texten von Jean de la Fontaine.

### Instrumentalmusik
- Le Miroir aux clarinettes, Suite für Klarinettenensemble, 2005
- Comme au cinéma, Suite für zwei Violinen, Violoncello, Kontrabass und Klavier
- Petite suite pour octuor à vent [Kleine Suite für Bläseroktett], für zwei Oboen, zwei Klarinetten, zwei Hörner und zwei Fagotte

### Pädagogische Werke
- Les Intervalles [Die Intervalle]
- La voix et le rythme [Die Stimme und der Rhythmus]
- Musique mode d'emploi [Musikhandbuch]